# Enzimas modificadoras de histonas

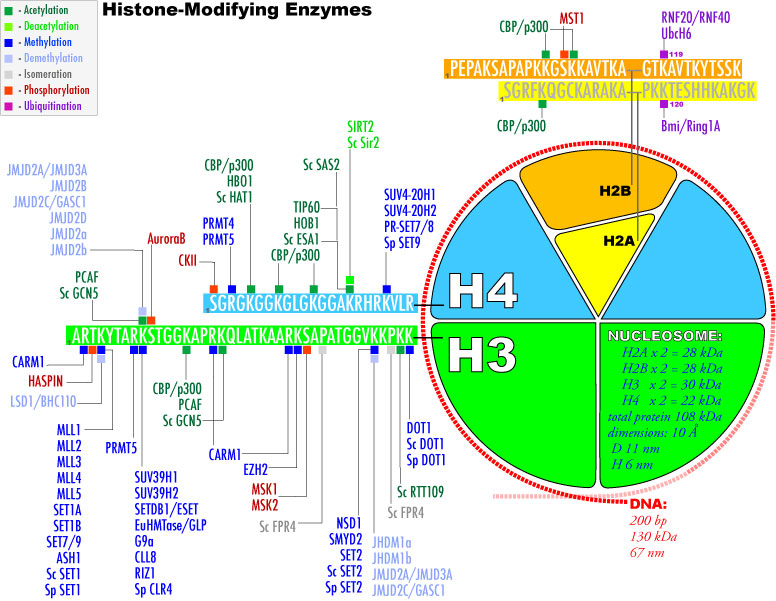
Esquema de las enzimas modificadoras de histonas descritas hasta la fecha. Los sitios que modifican las diversas enzimas son señalados en diferentes colores, de acuerdo a la tabla superior izquierda.

El empaquetamiento del genoma eucariótico en cromatina altamente condensada hace inaccesible el ADN a los factores requeridos para la transcripción genética, la replicación del ADN, la recombinación y la reparación. Los organismos eucariotas han desarrollado intrincados mecanismos para superar esta barrera represiva impuesta por la condensación de la cromatina. La estructura de esta cromatina se basa en un octámero de 4 núcleos de histonas (H2A, H2B, H3 y H4) alrededor del cual se dispone una secuencia de 147 pares de bases de ADN. Se han descrito diversas clases de enzimas que pueden modificar las histonas en diferentes regiones o de diversas formas. La figura de la derecha señala aquellas enzimas modificadoras de histonas cuya especificidad ha sido determinada. Existen al menos ocho tipos distintos de modificaciones de las histonas producidas por diversas actividades enzimáticas, como acetilación, metilación, demetilación, fosforilación, ubiquitinación, sumoilación, ADP-ribosilación, deiminación e isomerización de prolinas.